# Gerhard Schröder
Gerhard Fritz Kurt Schröder (Blomberg, 7 de abril de 1944) é um político alemão que serviu como chanceler da Alemanha de 1998 a 2005.

## Carreira
Sua iniciativa política mais importante foi a Agenda 2010 (é uma série de reformas planejadas e executadas pelo governo alemão no início de 2000, que naquela época, visava reformar o sistema de bem-estar e de trabalho dos Alemães; o objetivo declarado da Agenda 2010 era promover o crescimento econômico e, assim, reduzir o desemprego). Como membro do Partido Social Democrata da Alemanha (SPD), ele liderou um governo de coalizão do SPD e dos Verdes. Schröder já fez parte do conselho de administração da empresa russa de energia Rosneft.
Antes de se tornar um político em tempo integral, ele foi advogado e, antes de se tornar chanceler, foi primeiro-ministro da Baixa Saxônia (1990–1998). Após a eleição federal de 2005, que seu partido perdeu, após três semanas de negociações, ele deixou o cargo de chanceler em favor de Angela Merkel da rival União Democrata Cristã. Atualmente, é presidente do conselho da Nord Stream AG e ex-membro do conselho da Rosneft, após ter sido contratado como gerente global pelo banco de investimento Rothschild & Co, e também presidente do conselho do clube de futebol Hannover 96, entre outras atividades.
Após a invasão da Ucrânia, Schröder foi fortemente criticado por sua lucrativa posição no conselho da Rosneft. O Parlamento alemão decidiu por cortar seus privilégios de ex-chanceler. Três meses depois do início da invasão, Schröder anunciou que deixaria seu cargo na Rosneft, com o receio de ser alvo de sanções da União Europeia.